# جيرسدورف
جيرسدورف (بالألمانية: Gerersdorf) هي بلدة في مقاطعة سانكت بولتن لاند في ولاية النمسا السفلى.